# 吉本昌弘
吉本 昌弘（よしもと まさひろ、1957年〈昭和32年〉12月19日 - ）は、日本の脚本家。日本放送作家協会会員、日本脚本家連盟会員。東北学院大学経済学部中退。

## 略歴
福岡県福岡市博多区出身、6歳から宮城県石巻市育ち。19歳で上京。ピンク映画専門の映画館・新宿名画座でもぎりのアルバイトをしていたある日、当時助監督だった岡孝通を通して中村幻児監督へ自作のシナリオを見て貰い、それが1980年（昭和55年）の脚本家デビューへと繋がる。1980年代は、にっかつ、ミリオンフィルム（後のジョイパックフィルム、現在のヒューマックスシネマ）、東映セントラルフィルム、新東宝映画などの作品で日活ロマンポルノ・ピンク映画の脚本を多数担当。ピンク映画時代は中村幻児、廣木隆一、石川均、高原秀和、山本晋也、野上正義、などの監督作を担当した。また、俳優の大杉漣は吉本脚本のピンク映画に多数出演している。
1980年代中頃からTBS系のテレビドラマを手がけ始め、1987年の『ママはアイドル!』がヒットし、後にスペシャルドラマも放送された。1991年（平成3年）にフジテレビ系で放送された『もう誰も愛さない』は、劇的なストーリー展開の速さから「ジェットコースタードラマ」とも評されて話題を呼び、続いて『あなただけ見えない』や『もう涙は見せない』といった同様の作品を担当した。その後は、時代劇や人情もの、サスペンスなど幅広いジャンルの作品を手がけている。
2009年に「アイシテル〜海容〜」（日本テレビ）が国際ドラマフェスティバル in TOKYOの東京ドラマアウォード2009作品賞グランプリ。2010年に「なぜ君は絶望と闘えたのか」（WOWOW）が文化庁メデァ芸術祭大賞。

## 主な作品（脚本）

### テレビドラマ
NHK
- 黄昏流星群〜恋をもう一度（1997年）
- 新宿鮫シリーズ　新宿鮫 氷舞（2002年）
- NHK特集ドラマ 混声の森（2022年）

日本テレビ系
- 恋はハイホー!（1987年）
- 湘南物語（1989年）
- 野望の国（1990年）
- キスの温度〜いちばん近い他人〜（1990年）
- ハートを盗らないで!（1992年）
- いとこ同志（1992年）
- 嵐の中の愛のように（1993年、読売テレビ制作）
- ザ・シェフ（1995年）
- アイシテル〜海容〜（2009年）
- みぽりんのえくぼ（2010年）
- 高校生レストラン（2011年）

TBS系
- 冗談ストリート（1985年）
- スターライト・キッズ（1986年）
- 冗談ストリートII（1986年）
- ぼくの姉キはパイロット!（1987年）
- ママはアイドル!（1987年）
- ママはアイドル!スペシャル完結編（1988年）
- 若奥さまは腕まくり!（1988年）
- 帰って来た冗談ストリート1990（1990年）
- 浮浪雲（1990年）
- 毎度ゴメンなさぁい（1994年）
- 毎度おジャマしまぁす（1995年）
- おひさまがいっぱい（1996年）
- 20歳の結婚（2000年）
- 水戸黄門第30部、第31部、第34部、第35部、第36部（2002年 - ）
- 高原へいらっしゃい（2003年）
- 星野仙一物語 〜亡き妻へ贈る言葉（2005年）
- 聞かせてよ愛の言葉を（2005年）
- がん消滅の罠～完全寛解の謎～（2018年）

フジテレビ系
- もう誰も愛さない（1991年）
- あなただけ見えない（1992年）
- パ★テ★オ（1992年）
- もう涙は見せない（1993年）
- 幕末剣客伝 陽はまた昇る（1996年）
- パパが消えた日（1996年）
- 炎の料理人（1996年）
- フェイス（1997年、関西テレビ制作）
- ドンウォリー!（1998年、関西テレビ制作）
- 救急ハート治療室（1999年、関西テレビ制作）
- 彼らの海 IX（2007年、テレビ熊本制作）
- 夢の見つけ方教えたる（2008年）
- 検事 霞夕子（2011年～2014年）

テレビ朝日系
- 青い鳥症候群（1999年）
- 逮捕しちゃうぞ（2002年）
- 菊次郎とさき（2003年 - 2007年）
- にんげんだもの-相田みつを物語-（2004年）
- 法律事務所シリーズ（2006年 - ）
- 相棒 season6（2007年 - 2008年）
- 臨場（2009年 - 2010年）
- その男、副署長 シーズン3（2009年）
- 警視庁継続捜査班（2010年）
- 告発〜国選弁護人 （2011年）
- 土曜ワイド劇場特別企画「殺人予告」（2011年）
- 土曜ワイド劇場「越境捜査3」（2011年）
- 土曜ワイド劇場特別企画「灰色の虹」（2012年）
- 土曜ワイド劇場「森村誠一の終着駅シリーズ26　殺意の血脈」（2012年）
- 土曜ワイド劇場特別企画松本清張没後20年 2週連続ドラマスペシャル「十万分の一の偶然」（2012年）
- 土曜ワイド劇場特別企画「冤罪死刑」（2013年）
- 松本清張 黒い福音〜国際線スチュワーデス殺人事件〜（2014年）
- TEAM -警視庁特別犯罪捜査本部-（2014年）
- 土曜ワイド劇場特別企画「京都人情捜査ファイル スペシャル」（2015年）
- 京都人情捜査ファイル（2015年）
- 土曜ワイド劇場特別企画「終着駅の牛尾刑事VS事件記者冴子 生存者」（2016年）
- 科捜研の女シーズン15 第13話（2016年）
- 土曜ワイド劇場「西村京太郎のトラベルミステリー66　釧路・帯広殺人ルート」（2016年）
- ドラマスペシャル 白日の鴉いⅠ・Ⅱ（2016年・2019年）
- 日曜ワイド 越後純情刑事 早乙女真子（2016年）
- 棟居刑事の黒い絆（2019年）
- 刑事7人（2017年～2022年）
- 開局60周年記念2夜連続ドラマスペシャル「逃亡者」（2020年）
- IP〜サイバー捜査班（2021年）

テレビ東京系
- 女と愛とミステリー「Wの悲劇」（2001年）
- 金曜8時のドラマ 僕らプレイボーイズ 熟年探偵社（2015年）
- 金曜8時のドラマ 警視庁ゼロ係～生活安全課なんでも相談室～（2016年～)
- 水曜ミステリー9「嫌われ監察官・音無一六スペシャル」(2017年）
- ドラマパラビ 癒されたい男（2019年）
- 月曜プレミア8「再雇用警察官」（2020年～）
- ドラマホリック! ゲキカラドウ（2021年）

WOWOW
- シリウスの道（2008年）
- なぜ君は絶望と闘えたのか（2010年）
- 株価暴落（2014年）
- 翳りゆく夏（2015年）

### 映画
- ウィークエンド・シャッフル（1982年、配給：ジョイパックフィルム）
- 山田ババアに花束を（1990年、配給：東宝）
- 電影少女（1991年、配給：東宝）
- パ★テ★オ PATIO（原作・脚本、1992年、フジテレビジョン＝松竹）
- A・LI・CE（原案・脚本、2000年、ギャガ・コミュニケーションズ）
- 女帝 SUPER QUEEN（2001年、配給：ムービーテレビジョン）
- 桜姫（2013年、配給：スターダストピクチャーズ）
- 人生の約束（2016年、配給：東宝）

### ゲーム
- シェンムー（1999年～2019年）

## 書籍
- ママはアイドル（上）（祥伝社、1987年）　ISBN 978-4847010439
- ママはアイドル（下）（祥伝社、1987年）　ISBN 978-4396730086
- 若奥さまは腕まくり!（上）（ワニブックス、1988年）　ISBN 978-4847010576
- 若奥さまは腕まくり!（下）（ワニブックス、1988年）　ISBN 978-4847010590
- 毎度ゴメンなさぁい（ワニブックス、1994年）　ISBN 978-4847031168
- 毎度おジャマしまぁす（ワニブックス、1995年）　ISBN 978-4847031502
- 誰も愛さない〈上〉（扶桑出版、1991年）　ISBN 978-4594007195
- 誰も愛さない〈下〉（扶桑出版、1991年）　ISBN 978-4594007492
- あなただけ見えない〈上〉（ワニブックス、1992年）　ISBN 978-4847011436
- あなただけ見えない〈下〉（ワニブックス、1992年）　ISBN 978-4847011467
- パ★テ★オ PATIO（扶桑出版、1992年）　ISBN 978-4594010454
- もう涙は見せない（ワニブックス、1993年）　ISBN 978-4847011931
- いとこ同志（関西テレビ出版）、1993年）　ISBN 978-4847011696
- フェイス（上）（関西テレビ出版、1997年）　ISBN 978-4594023232
- フェイス（下）（関西テレビ出版、1997年）　ISBN 978-4594023249
- A・LI・CE（角川コミックス・エース・エクストラ、2001年）　ISBN 978-4047134607